# 魚沼橋
魚沼橋（うおぬまばし）は、新潟県小千谷市の信濃川に架かる国道117号の道路橋梁。

## 歴史
1884年（明治17年）、岩沢村（現小千谷市岩沢地区）は、真人村（現小千谷市真人地区）と結ぶ岩沢橋を架けようと、村費で計量し、県へ願い出たが、許可されなかった。しかし、交通量は増えるため、船を並べた上に板を架けた仮の橋で間に合わせていた。しかし、それでは、僅かの出水でも流されて危険なため、県も橋の必要性を認めた。しかし、位置は岩沢村・真人村よりも上流の下条村（現十日町市）に建設する方針だった。岩沢村人は建設地を変えるように運動し、6万円の県費で、1908年（明治41年）に魚沼橋が完成した。当時の橋は、つり橋式の鉄橋だった。現在の橋は、1966年（昭和41年）に架け替えられたもの。